# جیمز آرنس
جیمز آرنس (انگلیسی: James Arness؛ ۲۶ مه ۱۹۲۳ – ۳ ژوئن ۲۰۱۱) هنرپیشه و نظامی اهل آمریکا بود.
وی برادر بزرگ هنرپیشه آمریکایی پیتر گریوز بود و بابت شجاعتش در جنگ، برندهٔ نشانِ پرپل هارت شد.
در پنجاهمین سالگرد تلویزیون در آمریکا، در سال ۱۹۸۹ میلادی، مجلهٔ پیپل ۲۵ ستارهٔ تلویزیونی در تمام اعصار را برگزید که جیمز آرنس در این فهرست، نفر ششم بود.
در سال ۱۹۹۶ میلادی، مجلهٔ «تی‌وی گاید» او را در ردهٔ بیستم از ۵۰ ستارهٔ بزرگ تلویزیون در تمام دوران قرار داد.
وی بخاطر مشارکت‌هایش در صنعت تلویزیون، ۱ ستاره در پیاده‌روی مشاهیر هالیوود دارد. نام او در «تالار مشاهیر بازیگران وسترن» در «موزه ملی میراث وسترن و کابوی» واقع در اکلاهما سیتی هم وارد شده‌است. همچنین در سال ۲۰۰۶ میلادی، نامش در «پیاده‌روی ستارگان وسترن» در سانتا کلاریتا، کالیفرنیا قرار گرفت و مصاحبه‌ای نیز در همین‌باره انجام داد.
جیمز آرنس، ۳ مرتبه هم نامزد دریافت «جایزه امی» بوده‌است.

## مرگ
آرنس  به دلایل طبیعی  در خانه خود در برنت وود در لس آنجلس درگذشت. 

## گزیدهٔ آثار

### سینمایی
- نخستین بانوی فروشنده دوره‌گرد (۱۹۵۶)
- هوندو (۱۹۵۳)
- چیزی از دنیای دیگر (۱۹۵۱)
- میدان جنگ (۱۹۴۹)
- دختر کشاورز (۱۹۴۷)

### تلویزیونی
- دود اسلحه (۱۹۷۵–۱۹۵۵)